# Fünfkampf-Weltmeisterschaft 1934

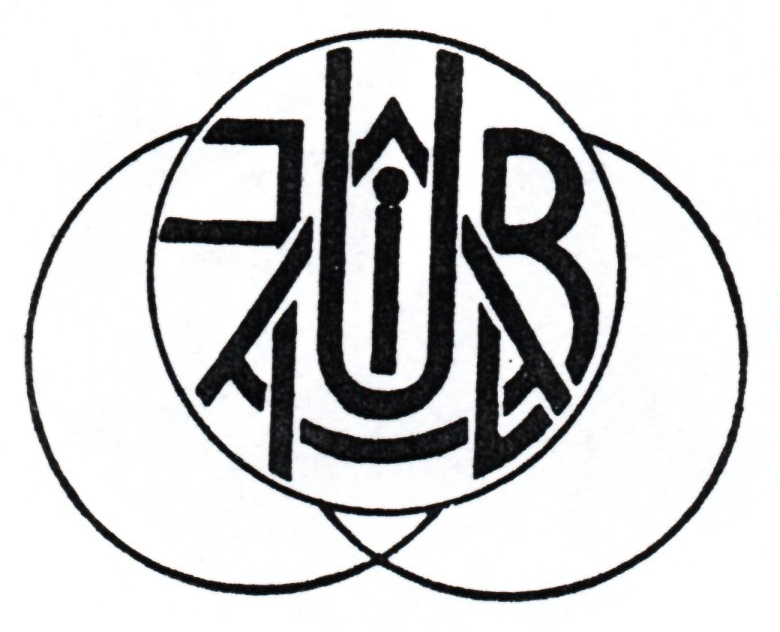
Logo UIFAB (ausrichtender Verband)

Die Fünfkampf-Weltmeisterschaft 1934, auch Pentathlon-Weltmeisterschaft genannt, war das erste Turnier in dieser Disziplin des Karambolagebillards und fand vom 26. bis zum 30. April 1934 in Brüssel statt.

## Geschichte
Nach dem Vorturnier als Test für eine Fünfkampf-Weltmeisterschaft in Vichy startete 1934 in Brüssel die erste offizielle Weltmeisterschaft. In einem sehr ausgeglichenem Turnier setzte sich am Ende der eher unbekannte Belgier Gaston de Doncker durch. Die Leistungen, vergleicht man sie mit den Einzel-Weltmeisterschaften, waren sehr durchwachsen. Die im Durchschnitt besten Ergebnisse erzielte der Zweite Jean Albert. Das beste Einzelergebnis wurde durch den Letzten Jacques Davin erreicht.

## Modus
Gespielt wurde das komplette Turnier im Round Robin Modus.
1. PP = Partiepunkte
2. MP = Matchpunkte
3. VGD = Verhältnismäßiger Generaldurchschnitt
4. BVED = Bester Einzel Verhältnismäßiger Durchschnitt

Bei der Berechnung des VGD wurden die erzielten Punkte in folgender Weise berechnet:
Freie Partie: Distanz 200 Punkte (erzielte Punkte mal 1)
Cadre 45/2: Distanz 150 Punkte (erzielte Punkte mal 1,5)
Einband: Distanz 50 Punkte (erzielte Punkte mal 10)
Cadre 71/2: Distanz 100 (Punkte erzielte Punkte mal 4)
Dreiband: Distanz 20 Punkte (erzielte Punkte mal 50)
Alle Aufnahmen wurden mal 1 gewertet.
Der Fünfkampf wurde auch in dieser Spielfolge gespielt.
In der Endtabelle wurden die erzielten Partiepunkte vor den Matchpunkten und dem VGD gewertet.

## Abschlusstabelle
| Legende | Legende                                       |
| --- | --------------------------------------------- |
| Abk. | Bedeutung                                     |
| Pkt. | erzielte Punkte                               |
| Aufn. | benötigte Aufnahmen                           |
| ED | Einzeldurchschnitt                            |
| GD | Generaldurchschnitt                           |
| VGD | Verhältnismässiger Generaldurchschnitt        |
| BMD | Bester Mannschaftsdurchschnitt                |
| BED | Bester Einzeldurchschnitt                     |
| BSD | Bester Satzdurchschnitt                       |
| BEVD | Bester Einzel Verhältnismässiger Durchschnitt |
| HS | Höchstserie                                   |
| MP | Match Points                                  |
| PP | Partie Punkte                                 |
| G-U-V | Gewonnen-Unentschieden-Verloren               |
| SV | Satzverhältnis                                |
| WRP | Weltranglistenpunkte                          |
| | 1. Platz (Gold)                               |
| | 2. Platz (Silber)                             |
| | 3. Platz (Bronze)                             |
| | Bester GD des Turniers/Runde                  |
| | Bester VGD des Turniers/Runde                 |
| | Bester ED des Turniers/Runde                  |
| | Bester BVGD des Turniers/Runde                |
| | Beste HS des Turniers/Runde                   |
| (Evtl. finden nicht alle Begriffe Anwendung oder einige sind nicht aufgeführt. Diese können in der Liste der Karambolage-Begriffe nachgesehen werden.) |                                               |

| Endklassement              | Endklassement     | Endklassement | Endklassement | Endklassement | Endklassement | Endklassement | Endklassement | Endklassement | Endklassement |
| Platz                      | Name              | G-U-V         | PP            | MP            | Pkte.         | Aufn.         | VGD           | BVED          |               |
| -------------------------- | ----------------- | ------------- | ------------- | ------------- | ------------- | ------------- | ------------- | ------------- | ------------- |
| 1                          | Gaston de Doncker | 16-3-6        | 35:15         | 8:2           | 11184         | 420           | 26,62         | 31,84         |               |
| 2                          | Jean Albert       | 16-1-8        | 33:17         | 6:4           | 10470         | 347           | 30,17         | 34,05         |               |
| 3                          | Charles Baltus    | 12-1-12       | 25:25         | 4:6           | 9625,5        | 367           | 26,22         | 28,77         |               |
| 4                          | Jan Sweering      | 10-1-14       | 21:29         | 4:6           | 8440          | 367           | 22,99         | 27,30         |               |
| 5                          | Carl Foerster     | 9-2-14        | 20:30         | 3:5           | 9461          | 414           | 22,85         | 26,36         |               |
| 6                          | Jacques Davin     | 8-0-17        | 16:34         | 4:6           | 9163          | 361           | 25,38         | 38,26         |               |
| Turnierdurchschnitt: 25,63 |                   |               |               |               |               |               |               |               |               |

## Disziplintabellen
| Platz                      | Name              | MP   | Pkte. | Aufn. | GD    | BED    | HS  |
| -------------------------- | ----------------- | ---- | ----- | ----- | ----- | ------ | --- |
| 1                          | Charles Baltus    | 10:0 | 1000  | 40    | 25,00 | 40,00  | 163 |
| 2                          | Jean Albert       | 8:2  | 940   | 24    | 39,16 | 200,00 | 200 |
| 3                          | Gaston de Doncker | 6:4  | 881   | 36    | 24,47 | 66,66  | 114 |
| 4                          | Jan Sweering      | 2:8  | 506   | 36    | 14,05 | 15,38  | 69  |
| 5                          | Jacques Davin     | 2:8  | 390   | 40    | 9,75  | 28,57  | 103 |
| 6                          | Carl Foerster     | 2:8  | 502   | 58    | 8,65  | 10,00  | 60  |
| Turnierdurchschnitt: 18,02 |                   |      |       |       |       |        |     |

| Platz                      | Name              | MP  | Pkte. | Aufn. | GD    | BED   | HS  |
| -------------------------- | ----------------- | --- | ----- | ----- | ----- | ----- | --- |
| 1                          | Jan Sweering      | 8:2 | 700   | 36    | 19,44 | 25,00 | 76  |
| 2                          | Gaston de Doncker | 8:2 | 750   | 46    | 16,30 | 37,50 | 73  |
| 3                          | Jean Albert       | 5:5 | 648   | 52    | 12,46 | 21,42 | 109 |
| 4                          | Carl Foerster     | 5:5 | 634   | 54    | 11,74 | 18,75 | 66  |
| 5                          | Charles Baltus    | 2:8 | 501   | 44    | 11,38 | 15,00 | 64  |
| 6                          | Jacques Davin     | 2:8 | 394   | 38    | 10,36 | 25,00 | 67  |
| Turnierdurchschnitt: 13,43 |                   |     |       |       |       |       |     |

| Platz                     | Name              | MP  | Pkte. | Aufn. | GD   | BED  | HS |
| ------------------------- | ----------------- | --- | ----- | ----- | ---- | ---- | -- |
| 1                         | Gaston de Doncker | 6:4 | 241   | 94    | 2,56 | 3,12 | 13 |
| 2                         | Jacques Davin     | 6:4 | 235   | 94    | 2,50 | 3,84 | 15 |
| 3                         | Jean Albert       | 6:4 | 203   | 95    | 2,13 | 3,84 | 12 |
| 4                         | Carl Foerster     | 4:6 | 220   | 90    | 2,44 | 3,33 | 14 |
| 5                         | Charles Baltus    | 4:6 | 205   | 87    | 2,35 | 2,50 | 13 |
| 6                         | Jan Sweering      | 4:6 | 196   | 88    | 2,22 | 3,12 | 14 |
| Turnierdurchschnitt: 2,37 |                   |     |       |       |      |      |    |

| Platz                      | Name              | MP  | Pkte. | Aufn. | GD    | BED   | HS |
| -------------------------- | ----------------- | --- | ----- | ----- | ----- | ----- | -- |
| 1                          | Jean Albert       | 6:4 | 432   | 30    | 14,40 | 33,33 | 94 |
| 2                          | Jan Sweering      | 6:4 | 406   | 39    | 10,41 | 16,66 | 54 |
| 3                          | Gaston de Doncker | 6:4 | 442   | 43    | 10,27 | 14,28 | 57 |
| 4                          | Carl Foerster     | 5:5 | 452   | 46    | 9,82  | 16,66 | 57 |
| 5                          | Charles Baltus    | 5:5 | 406   | 42    | 9,66  | 16,66 | 54 |
| 6                          | Jacques Davin     | 2:8 | 258   | 36    | 7,16  | 20,00 | 56 |
| Turnierdurchschnitt: 10,57 |                   |     |       |       |       |       |    |

| Platz                      | Name              | MP  | Pkte. | Aufn. | GD    | BED   | HS |
| -------------------------- | ----------------- | --- | ----- | ----- | ----- | ----- | -- |
| 1                          | Gaston de Doncker | 9:1 | 100   | 201   | 0,497 | 0,666 | 4  |
| 2                          | Jean Albert       | 8:2 | 96    | 146   | 0,657 | 0,869 | 5  |
| 3                          | Jacques Davin     | 4:6 | 88    | 153   | 0,575 | 0,833 | 7  |
| 4                          | Charles Baltus    | 4:6 | 84    | 154   | 0,545 | 0,800 | 4  |
| 5                          | Carl Foerster     | 4:6 | 80    | 166   | 0,480 | 0,526 | 5  |
| 6                          | Jan Sweering      | 1:9 | 66    | 168   | 0,392 | 0,363 | 4  |
| Turnierdurchschnitt: 0,520 |                   |     |       |       |       |       |    |